# جون براون (لاعب كريكت)
جون براون (1862 - ) (بالإنجليزية: John Brown)‏ هو لاعب كريكت بريطاني.

## وصلات خارجية
- جون براون على موقع إي آس بي آن كريك إنفو (الإنجليزية)